# 4-tert-butylfenol
4-tert-butylfenol is een organische verbinding met als brutoformule C10H14O. De stof komt voor als witte hygroscopische schilferige kristallen, die slecht oplosbaar zijn in water.

## Productie
De verbinding ontstaat door de alkylering van fenol met isobuteen in de vloeibare fase. Hiervoor is een zure katalysator nodig zoals zwavelzuur of een lewiszuur als boortrifluoride of aluminiumchloride. Ook kan men sterk zure ionenwisselaars gebruiken.

## Toepassing
4-tert-butylfenol wordt gebruikt bij de productie van kunststoffen en kunstharsen, voornamelijk polycarbonaten, fenolharsen en epoxyharsen. In polycarbonaat is de stof een ketenstopper omdat het een mono-alcohol is. Door de hoeveelheid 4-tert-butylfenol te variëren kan men de lengte van de polymeerketens beïnvloeden.

## Eigenschappen
De stof is sterk irriterend voor de ogen, de huid en de luchtwegen. Op lange termijn kunnen nefaste effecten op de lever, de milt, de schildklier en het zenuwstelsel optreden.